# Convention d'affaires
 (juillet 2014).
Si vous disposez d'ouvrages ou d'articles de référence ou si vous connaissez des sites web de qualité traitant du thème abordé ici, merci de compléter l'article en donnant les références utiles à sa vérifiabilité et en les liant à la section « Notes et références ».
 (mai 2016).
 (mai 2016).
Il y a environ vingt ans, les conventions d’affaires ont commencé en Europe. Ces événements sont organisés pour permettre aux entreprises du monde entier de se rencontrer et de discuter de leurs affaires. Les rendez-vous sont planifiés à l’avance entre les professionnels, ce qui facilite les discussions et les transactions à grande échelle.

Ces conventions sont devenues un moyen important pour les entreprises de développer leurs réseaux et leurs opportunités commerciales à l’échelle internationale.

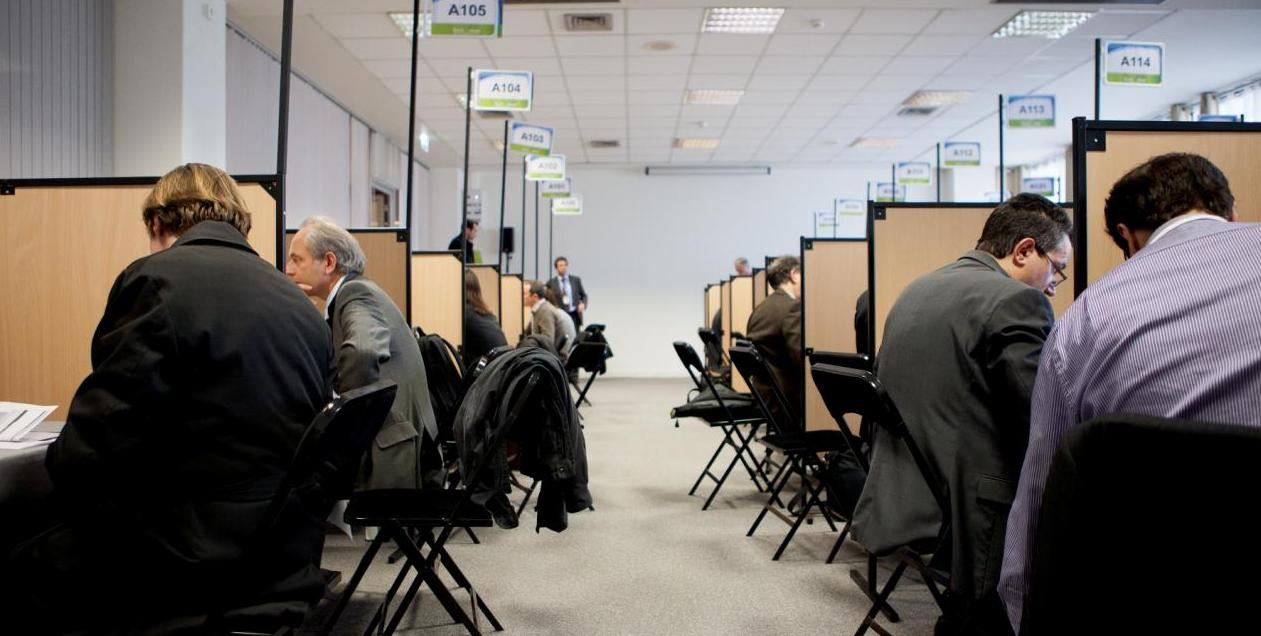
Rendez-vous sur Boxs numérotés

## Approche générale de la convention d’affaires

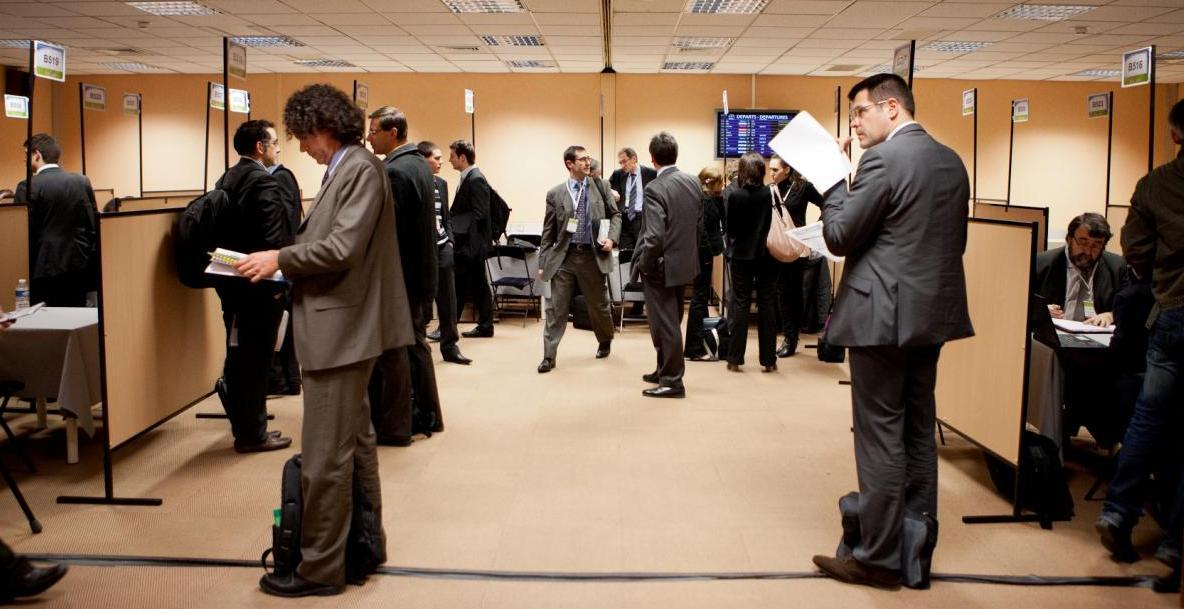
Intersession de rendez-vous d'Affaires pré-programmés

Une convention d’affaires est un outil de promotion territoriale sectorielle visant à : 
- Accroître rapidement le volume d’affaires des entreprises du territoire accueillant la manifestation (en priorité),
- Favoriser l’implantation de sociétés étrangères sur le territoire accueillant,
- Développer l’emploi local,
- Soutenir des filières industrielles locales menacées ou en reconversion.

Elle est généralement le bras armé de politiques économiques locales ou nationales
Elle reçoit également des appuis officiels des gouvernements des pays l'accueillant.

Les conventions d'affaires peuvent aussi être des outils de promotion territoriale au niveau national et international et son par ailleurs utilisées par certaines institutions afin d'opérer un lobbying sectoriel.

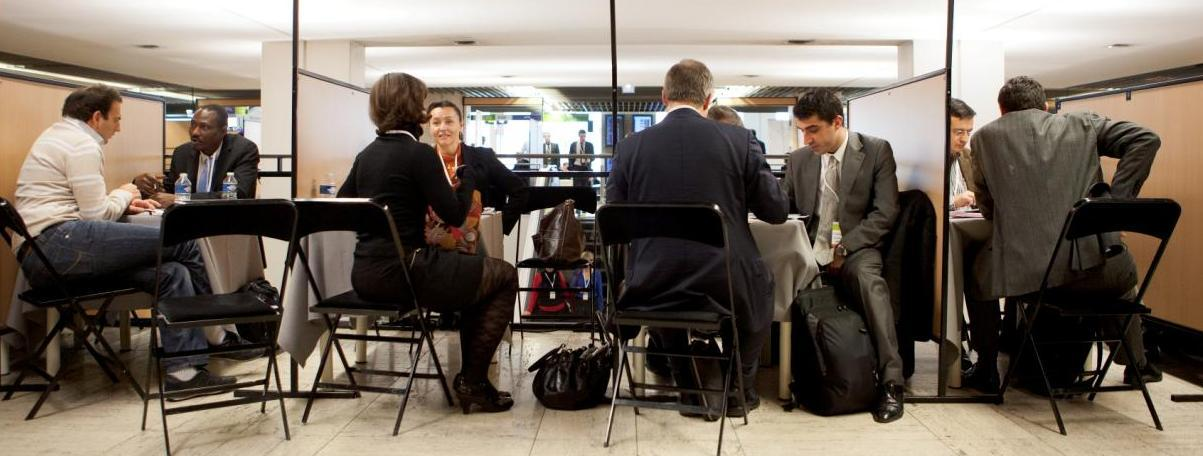
Rendez-vous sur boxes numérotés

### Une concentration de décideurs sectoriels
Une convention d’affaires est la réunion pendant deux ou trois jours de 500 à 3000 chefs d’entreprises et décideurs en matière d’achat, R&D, bureau d'études, sourcing, sur une thématique donnée (Aéronautique, Automobile, Robotique, Défense et sécurité, matériaux, Transport-Logistique, équipement des collectivités locales, etc.) afin qu’ils se rencontrent de manière programmée à l’avance. 
Un mois avant une convention d’affaires les participants inscrits et filtrés se choisissent entre eux de manière bilatérale. Une semaine avant la convention d’affaires les participants reçoivent leur planning de rdv (15 à 17 rdv par jour) bâtis uniquement sur la base des demandes de rendez-vous qu’ils ont acceptées.
6 000 à 15 000 rendez-vous d’affaires sont pré-organisés en moyenne par convention d’affaires.
Une convention d’affaires est donc un outil de développement d’affaires à court et moyen termes, efficace et très peu cher, réservé aux décideurs finaux souvent appelés « Davos sectoriel ».

### Modèle économique
Le modèle économique d’une convention d’affaires repose sur un cofinancement de partenaires publics (50 à 60 % du Chiffre d’Affaires total) complémentaires aux forfaits de participation.
En France, le financement public est apporté généralement par la Direccte, les territoires (Région, départements, villes, communautés d’agglomération), les pôles de compétitivité et les CCI/CRCI ainsi que les institutions sectorielles.

### Contraintes techniques
La réussite d’une convention d’affaires repose sur quatre points essentiels :

#### Une force commerciale performante
99 % des participants à une convention d’affaires font l’objet d'une moyenne de 8 à 10 relances téléphoniques avant de prendre leur décision d’inscription. D'autre part la base de données utilisée doit être extrêmement bien qualifiée (cible constituée uniquement de décideurs) et conséquente (il est généralement observé que le taux d'inscrits au regard des contacts appelés par téléphone est de 1 pour 100.

#### Une méthodologie de double validation des demandes de rendez-vous
Tout rendez-vous organisé sur un planning doit avoir fait l’objet d’une validation bilatérale afin de garantir des rendez-vous qualifiés et efficaces.

#### Un nombre suffisant de participants
Au moment des demandes de rendez-vous entre les participants (un mois avant la convention d’affaires) chacun d’entre eux doit trouver un minimum de 20 interlocuteurs rentrant parfaitement dans son cadre de recherche. Pour cela ils doivent avoir le choix parmi un panel de participants suffisamment important pour trouver individuellement « chaussure à leur pied ». Il est généralement constaté que la limite minimum en dessous de laquelle une convention d’affaires ne peut pas fonctionner faute de panel suffisamment large est de 250 entreprises participantes.

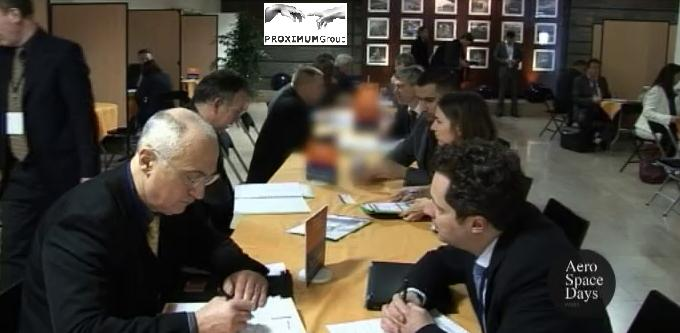
Rendez-vous sur tables numérotées

#### La maîtrise d’un algorithme de calcul de rendez-vous performant
Le logiciel employé pour générer les plannings de rendez-vous des participants doit pouvoir intégrer un nombre important de demandes de rendez-vous et les optimiser sur des plannings individuels (Matchmaking). 
Ceci constitue la première étape (40 % des rendez-vous organisés finalement).
Mais la qualité des plannings s’obtient surtout grâce à l’utilisation d’un algorithme d’optimisation des plannings mis en place une fois la première étape achevée. Cette opération prend en général plusieurs heures et étudie les millions de combinaisons envisageables afin que chaque planning de rendez-vous soit rempli au maximum. 
Ceci constitue la deuxième étape (50 % des rendez-vous organisés finalement).
Enfin, une intervention humaine est nécessaire pour « affiner » les plannings et en améliorer encore le nombre moyen (12 heures de temps homme par tranche de 1000 rendez-vous en général, 10 % des rendez-vous organisés finalement).